# The Help (film)
The Help è un film del 2011 scritto e diretto da Tate Taylor e interpretato da Viola Davis, Emma Stone, Bryce Dallas Howard, Jessica Chastain, Octavia Spencer, Allison Janney e Sissy Spacek. Il soggetto del film è tratto dal romanzo L'aiuto (2009) di Kathryn Stockett, amica d'infanzia del regista e sceneggiatore Tate Taylor.
Il film ha ottenuto numerosi riconoscimenti internazionali, tra i quali il Premio Oscar, il Golden Globe e il BAFTA a Octavia Spencer per la miglior attrice non protagonista.
Il film si è rivelato un successo, incassando più di 221 milioni di dollari.

## Trama
Jackson, Mississippi, anno 1963. Eugenia Phelan, detta Skeeter, è una ragazza bianca che, dopo aver conseguito la laurea, torna a casa dai suoi genitori, facoltosi proprietari terrieri. Diversamente dalle sue coetanee, ormai sposate e dedite completamente alla famiglia, Skeeter ha come primo obiettivo la sua realizzazione lavorativa. Per questo si concentra sul piccolo lavoro che ottiene presso un quotidiano della città, cercando intanto di intraprendere un progetto editoriale con un'importante casa editrice di New York, nella quale l'influente Miss Stein è disposta a darle un appoggio migliore.
Skeeter si guarda attorno e trova sempre più anacronistica la situazione dello Stato del Mississippi, profondamente caratterizzato da segregazione e razzismo. A Jackson molte donne afroamericane lavorano come domestiche presso le famiglie bianche benestanti e sono costrette a subire umiliazioni e trattamenti discriminatori, come quello di mangiare utilizzando stoviglie proprie e stando ben lontane dal tavolo dove tutta la famiglia si serve: tra queste povere donne vi è Aibileen Clark, che ha passato la maggior parte della sua vita a crescere i figli dei bianchi e che da poco tempo ha perso il suo unico figlio a causa di un incidente sul lavoro senza che nessuno lo soccorresse; ora Aibileen lavora presso l'immatura Elizabeth ed il suo compito principale è quello di badare alla sua bambina Mae, della quale ormai è praticamente la vera madre. Anche Minny Jackson è una domestica nera, dal carattere particolarmente spinoso, sposata con un uomo violento e madre di cinque figli.
Skeeter, per il suo progetto editoriale, pensa che possa essere originale e interessante raccontare la condizione di queste domestiche nere, proprio dal loro punto di vista. Aibileen, nonostante sia percorsa da dubbi e timori, accetta di aiutare Skeeter, finendo per coinvolgere anche Minny, convinta anche dal crescente disagio nell'ambiente lavorativo. Minny infatti è stata licenziata da Hilly Holbrook perché ha utilizzato il bagno domestico, anziché andare ad espletare i suoi bisogni fuori, come suo dovere, nonostante la signora Walters (la divertente e svampita madre di Hilly, sempre in contrasto con quest'ultima) le avesse detto di usare quello domestico. Il gesto, in realtà causato da una tempesta di vento e pioggia che le impediva di uscire di casa, era una sfida aperta alla recente decisione delle famiglie bianche della città (e soprattutto da parte di Hilly) di assegnare bagni separati alle persone nere in servizio presso le loro case.
Miss Stein, incuriosita dall'idea avuta dalla giovane giornalista, dopo i primi manoscritti, le chiede un racconto più robusto, arricchito da testimonianze di più persone, per far sì che si possa pubblicare. Minny, nel frattempo, trova lavoro presso la bianca Celia Foote, fragile e ingenua, poco pratica di faccende domestiche ma generosa e soprattutto immune dall'atteggiamento razzista dell'élite bianca locale che la snobba ed emargina. La donna inoltre viene isolata dalle altre perché divenuta la moglie dell'attraente Johnny, ex fidanzato di Hilly. Purtroppo per Skeeter, stanti i continui atti di violenza e intimidazione contro gli afroamericani, nessun'altra domestica ha il coraggio di farsi avanti ad aiutarla, neppure in forma anonima, fino a quando la nuova domestica di Hilly, Yule Mae, viene arrestata per aver rubato e venduto un anello della sua padrona per pagare l'università ai suoi figli. Questo episodio, unito al brutale assassinio di Medgar Evers, attivista per i diritti degli afroamericani, fa sì che numerose domestiche afroamericane, incoraggiate dalle imponenti manifestazioni del Movimento per i diritti civili guidato da Martin Luther King, decidano finalmente di collaborare con Skeeter, assicurando al libro la pubblicazione ed il successo.
Skeeter divide i propri proventi con le donne che l'hanno aiutata, viene lasciata dal fidanzato Stuart, che non è pronto a staccarsi dal conformismo nel quale è cresciuto, e ristabilisce il rapporto con la madre malata che in sua assenza aveva cacciato l'amatissima vecchia domestica Constantine per futili motivi. Ora Skeeter può lasciare Jackson e raggiungere New York per realizzare finalmente il sogno della sua vita.
Intanto per le protagoniste del libro, intitolato The Help, a parte la grande soddisfazione e la gratificazione economica, si pone il problema di affrontare la realtà quotidiana. Nonostante il libro presenti nomi ed ambientazione diversi dagli originali, il gioco è presto svelato e le corrispondenze con le persone reali espongono le donne alla ritorsione dei loro datori di lavoro pesantemente bersagliati. Ad essere infuriata è soprattutto Hilly, che si riconosce nella descrizione di un episodio esilarante ed estremamente imbarazzante relativo alla vendetta che Minny si prese dopo il suo licenziamento; la domestica aveva offerto da mangiare una torta al cioccolato fatta con le sue feci, evento che fece scoppiare dalle risate la signora Walters. Costei, mandata dalla figlia (per punizione) in una casa di riposo, si era poi vendicata alla serata di beneficenza acquistando una delle torte (stavolta buone) di Minny. Per questo motivo Hilly continua ad affermare che il libro non sia ambientato a Jackson (come previsto da Minny che sperava proprio che l'inserimento dell'episodio potesse fungere da "assicurazione"). Non sapendo più come colpire Minny (che nel frattempo si è definitivamente trasferita dai Foote insieme ai figli), Hilly istiga l'amica Elizabeth a licenziare Aibileen, universalmente riconosciuta come l'artefice dell'ormai popolarissimo libro, con la falsa accusa di aver rubato tre posate d'argento. Tra le lacrime della piccola Mae, che cerca invano di trattenerla, e la totale passività di sua madre che le impone di andarsene, la donna, dopo essersi rivolta apertamente ad Hilly esecrando l'odio che la rende vittima di se stessa, esce dalla casa con fiera dignità, decisa a cominciare una nuova vita come scrittrice, grazie a The Help.

## Personaggi
Il cast ha la particolarità di essere formato principalmente da donne, e i personaggi principali sono:
- Eugenia "Skeeter" Phelan, interpretata da Emma Stone, ha 23 anni, è una brillante ed entusiasta neolaureata e aspirante scrittrice; rompe la tradizione delle donne del Sud dei suoi tempi con il suo essere più interessata alla carriera che al matrimonio. Colta, determinata e molto buona, Skeeter è l'unica tra le sue amiche a provare pena per ciò che i cittadini di colore devono subire tutti i giorni. Infatti, è l'unica insieme a Celia a trattarli come esseri umani e non animali e a non condividere le ideologie razziste ricorrenti. Quando ottiene dal giornale locale la possibilità di scrivere una rubrica sui consigli per la pulizia, chiederà aiuto ad Aibileen, la governante della sua migliore amica. Skeeter finirà per immergersi in un progetto di scrittura segreto, spronata da un editore di New York e ispirata dalle storie che le vengono rivelate.
- Aibileen Clark, interpretata da Viola Davis, è una domestica di 53 anni ha allevato 17 bambini per i suoi datori di lavoro e un figlio proprio, tragicamente e ingiustamente ucciso in un incidente. Depressa da quando ha perso il suo unico figlio, Aibileen attinge la propria forza dalla sua fede e dalla sua migliore amica Minny. Con silenzioso coraggio e dignità, Aibileen lavora come domestica presso la famiglia Leefolt, prendendosi cura della loro bambina, Mae Mobley. Quando comincia controvoglia a lavorare con Skeeter, Aibileen si apre e racconta la sua storia per la prima volta nella sua vita, sebbene quella che apparentemente sembra essere una semplice azione porti con sé il rischio di una pesante ritorsione.
- Minny Jackson, interpretata da Octavia Spencer, è una domestica di 33 anni, con la reputazione di essere la migliore cuoca del Mississippi. Lavora per la famiglia Holbrook ma, a causa di un gesto di sfida, viene licenziata e si trova ad andare a lavorare per Celia Foote, nella periferia di Jackson. Minny è la migliore amica di Aibileen e l'aiuta a superare il dolore per la morte del figlio. Forte e leale, e senza alcun timore di dire quello che pensa, Minny si rifiuta di rimanere in silenzio e invisibile.
- Hilly Holbrook, interpretata da Bryce Dallas Howard, è l'ape regina delle giovani madri di Jackson, Mississippi, in particolar modo quando si tratta di manipolare qualcuno. Scaltra arrampicatrice sociale, Hilly è la leader indiscussa del suo circolo di amiche di infanzia, tutte sposate e con figli, ad eccezione di Skeeter, determinata a seguire la sua vocazione di giornalista, scelta che lascia Hilly di stucco. Il suo comportamento nei confronti della domestica Minny è molto razzista, e la sua mancanza di sensibilità non si ferma lì: non è gentile neanche con la madre anziana, Mrs Walters.
- Celia Foote, interpretata da Jessica Chastain, è una stupenda bionda ossigenata di poco più di vent'anni proveniente da un diverso ambiente. Ciò che le manca in termini di raffinatezza sociale, comunque, Celia la ragazza di campagna lo compensa benissimo con il suo look da pin-up e con la sua generosità, che la porta sfortunatamente a parlare apertamente. Un'emarginata sociale tra le ragazze di Jackson, sia per aver sposato Johnny Foote, precedente fidanzato di Hilly Holbrook, sia per le sue origini umili, Celia vive in esilio nella grande villa del marito fuori città, dove tenta di essere una perfetta donna di casa, nonostante le sue scarse capacità di casalinga. Dolce, adorabilmente ingenua e buffa, Celia è gentile con chiunque, anche con chi non lo merita (Hilly). Dietro alla sua apparente spensieratezza, però, si nasconde un grande dolore. Infatti, ha avuto tre aborti spontanei e non ha il coraggio di rivelarlo al marito, impaurita all'idea che lui stia con lei solo per avere bambini e non perché la ama sinceramente. Insieme a Skeeter e alla madre di Hilly, è l'unica ragazza di Jackson priva di ideologie razziste. Grazie all'aiuto generoso di Minny diventa più sicura di sé ed anche un'ottima cuoca.

## Produzione
Nel dicembre 2009 la Variety ha riferito che i produttori Chris Columbus, Michael Barnathan e Michael Radcliffe avrebbero prodotto un adattamento cinematografico de L'aiuto, con la loro società di produzione 1492 Pictures. La regia e la sceneggiatura del film sono state affidate a Tate Taylor, amico d'infanzia dell'autrice del romanzo, che ha opzionato i diritti cinematografici del libro prima della sua uscita.
La pre-produzione del film è iniziata nel marzo 2010 con l'ingaggio dell'attrice Emma Stone nel ruolo di Skeeter Phelan. Successivamente si sono aggiunte Viola Davis come Aibileen Clark, Bryce Dallas Howard come Hilly Holbrook e Allison Janney nel ruolo di Charlotte Phelan, la madre di Skeeter. Il ruolo di Minny è stato affidato a Octavia Spencer, amica di vecchia data di Taylor e della Stockett, che aveva già ispirato la scrittrice per il personaggio di Minny nel romanzo e che aveva prestato la sua voce nella versione audiolibro del romanzo.
Le riprese del film sono iniziate nel luglio 2010 e si sono estese fino a ottobre 2010. La città di Greenwood (Mississippi) è stata scelta per ritrarre la Jackson degli anni sessanta. Parti del film sono state girate anche nella vera Jackson, così come nelle vicine Clarksdale e Greenville.

## Colonna sonora
La colonna sonora del film è stata pubblicata il 26 luglio 2011 su etichetta Geffen Records. Tra i brani presenti nella tracklist figura l'inedito The Living Proof, scritto e interpretato da Mary J. Blige appositamente per il film. Il brano ha ottenuto una candidatura al Golden Globe per la migliore canzone originale.
1. The Proof – Mary J. Blige – 5:57
2. Jackson – Johnny Cash e June Carter – 5:28
3. Sherry – Frankie Valli & The Four Seasons – 2:33
4. I Ain't Never – Webb Pierce – 1:56
5. Victory is Mine – Dorothy Norwood – 3:47
6. Road Runner – Bo Diddley – 2:48
7. Hallelujah I Love Her So – Ray Charles – 2:35
8. The Wah-Watusi – The Orlons – 2:32
9. (You've Got) Personality – Lloyd Price – 10:29
10. Don't Think Twice, It's All Right – Bob Dylan – 3:38
11. Let's Twist Again – Chubby Checker – 2:19
12. Don't Knock – Mavis Staples – 2:30

## Promozione
(Tagline del film.)

## Distribuzione
Il film è stato distribuito negli Stati Uniti il 10 agosto 2011 a cura della Touchstone Pictures, mentre in Italia è stato distribuito a partire dal 20 gennaio 2012.

## Riconoscimenti

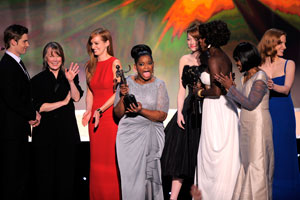
Il cast durante una premiazione

Negli USA il film ha ricevuto il consenso di critica e pubblico, ottenendo ben tre premi ai Critics’ Choice Movie Awards, conferiti annualmente dalla più importante associazione di critici statunitensi. I riconoscimenti sono andati a Viola Davis come Miglior attrice protagonista, Octavia Spencer come Migliore attrice non protagonista e al Miglior Cast.
Il film, inoltre, si è aggiudicato 5 candidature ai Golden Globe 2012, con la vittoria del premio per la migliore attrice non protagonista assegnato a Octavia Spencer. Ha ottenuto quattro candidature ai premi Oscar 2012; come miglior film, miglior attrice protagonista a Viola Davis e la doppia candidatura per la miglior attrice non protagonista a Octavia Spencer e Jessica Chastain con la vittoria dell'oscar come miglior attrice non protagonista a Octavia Spencer.
- 2012 - Premio Oscar
  - Miglior attrice non protagonista a Octavia Spencer
  - Candidatura Miglior film a Brunson Green, Chris Columbus e Michael Barnathan
  - Candidatura Miglior attrice protagonista a Viola Davis
  - Candidatura Miglior attrice non protagonista a Jessica Chastain
- 2012 - Golden Globe
  - Miglior attrice non protagonista a Octavia Spencer
  - Candidatura Miglior film drammatico
  - Candidatura Miglior attrice in un film drammatico a Viola Davis
  - Candidatura Miglior attrice non protagonista a Jessica Chastain
  - Candidatura Miglior canzone (The Living Proof) a Damon Thomas, Thomas Newman, Harvey Mason Jr. e Mary J. Blige
- 2012 - Premio BAFTA
  - Miglior attrice non protagonista a Octavia Spencer
  - Candidatura Miglior film a Chris Columbus, Brunson Green e Michael Barnathan
  - Candidatura Miglior attrice protagonista a Viola Davis
  - Candidatura Miglior attrice non protagonista a Jessica Chastain
  - Candidatura Migliore sceneggiatura non originale a Tate Taylor
- 2012 - International Film Award
  - Miglior attrice non protagonista a Octavia Spencer
  - Candidatura Migliore regia a Tate Taylor
  - Candidatura Miglior cast
  - Candidatura Miglior attrice protagonista a Viola Davis
  - Candidatura Migliore sceneggiatura non originale a Tate Taylor
- 2011 - Critics' Choice Movie Award
  - Miglior cast
  - Miglior attrice protagonista a Viola Davis
  - Miglior attrice non protagonista a Octavia Spencer
  - Candidatura Miglior film
  - Candidatura Miglior attrice non protagonista a Jessica Chastain
  - Candidatura Migliore sceneggiatura non originale a Tete Taylor
  - Candidatura Migliori costumi a Sharen Davis
  - Candidatura Miglior canzone (The Living Proof) a Damon Thomas, Thomas Newman, Harvey Mason Jr. e Mary J. Blige
- 2012 - Central Ohio Film Critics Association Award
  - Attrice dell'anno a Jessica Chastain
  - Candidatura Miglior cast
  - Candidatura Miglior attrice protagonista a Viola Davis
  - Candidatura Miglior attrice non protagonista a Jessica Chastain
  - Candidatura Miglior performance rivelazione a Jessica Chastain
- 2011 - National Board of Review Award
  - Miglior cast
- 2011 - Chicago Film Critics Association Award
  - Candidatura Miglior attrice non protagonista a Octavia Spencer
  - Candidatura Miglior regista d'esordio a Tate Taylor
- 2011 - Los Angeles Film Critics Association Award
  - Miglior attrice non protagonista a Jessica Chastain
- 2011 - Austin Film Critics Association
  - Miglior rivelazione a Jessica Chastain
- 2011 - Satellite Award
  - Miglior cast
  - Migliore attrice protagonista a Viola Davis
  - Candidatura Miglior film
  - Candidatura Migliore regia a Tate Taylor
  - Candidatura Miglior attrice non protagonista a Octavia Spencer
  - Candidatura Migliore sceneggiatura non originale a Tate Taylor
- 2012 - Screen Actors Guild Award
  - Miglior cast
  - Miglior attrice protagonista a Viola Davis
  - Miglior attrice non protagonista a Octavia Spencer
  - Candidatura Miglior attrice non protagonista a Jessica Chastain
- 2012 - BET Award
  - Miglior film
  - Migliore attrice a Viola Davis
- 2011 - New York Film Critics Circle Award
  - Candidatura Miglior attrice non protagonista a Jessica Chastain
- 2012 - Writers Guild of America
  - Candidatura Migliore sceneggiatura non originale a Tate Taylor
- 2012 NAACP Image Award
  - Miglior film
  - Miglior attrice protagonista a Viola Davis
  - Miglior attrice non protagonista a Octavia Spencer
  - Candidatura Miglior regia a Tate Taylor
  - Candidatura Miglior attrice protagonista a Emma Stone
  - Candidatura Miglior attrice non protagonista a Bryce Dallas Howard
  - Candidatura Miglior attrice non protagonista a Cicely Tyson
  - Candidatura Migliore sceneggiatura non originale a Tate Taylor
- 2011 - AFI Film Award
  - Film dell'anno
- 2012 - Art Directors Guild
  - Candidatura Migliore scenografia

- 2012 - BMI Film & TV Award
  - Miglior colonna sonora a Thomas Newman
- 2012 - Black Reel Award
  - Miglior film a Brunson Green, Chris Columbus e Michael Barnathan
  - Miglior cast
  - Miglior attrice protagonista a Viola Davis
  - Migliore attrice non protagonista a Octavia Spencer
  - Miglior colonna sonora a Thomas Newman
  - Miglior canzone (The Living Proof) a Thomas Newman, Damon Thomas, Harvey Mason Jr. e Mary J. Blige
  - Candidatura Miglior performance rivelazione a Octavia Spencer
- 2012 - Christopher Award
  - Miglior film
- 2012 - Hollywood Film Festival
  - Attrice dell'anno a Jessica Chastain
  - Miglior cast
- 2012 - London Critics Circle Film Award
  - Candidatura Attrice non protagonista dell'anno a Jessica Chastain
  - Candidatura Attrice non protagonista dell'anno a Octavia Spencer
- 2012 - MTV Movie Award
  - Candidatura Miglior film
  - Candidatura Miglior cast
  - Candidatura Miglior "Gut-Wrenching" performance a Bryce Dallas Howard
  - Candidatura Miglior "Bastardo" a Bryce Dallas Howard
- 2012 - Dallas-Fort Worth Film Critics Association Award
  - Candidatura Miglior attrice non protagonista a Octavia Spencer
- 2012 - MovieGuide Award
  - Candidatura Miglior performance a Viola Davis
- 2012 - PGA Award
  - Candidatura Migliori produttori dell'anno a Brunson Green, Chris Columbus e Michael Barnathan
- 2012 - National Society of Film Critics Award
  - Miglior attrice non protagonista a Jessica Chastain
- 2012 - Palm Springs International Film Festival
  - Miglior performance rivelazione a Octavia Spencer
  - Spotlight Award a Jessica Chastain
- 2012 - People's Choice Award
  - Candidatura Miglior film
  - Candidatura Miglior adattamento da libro
- 2012 - Online Film Critics Society Award
  - Miglior performance rivelazione a Jessica Chastain
- 2012 - Phoenix Film Critics Society Award
  - Migliore sceneggiatura non originale a Tate Taylor
  - Candidatura Miglior film
  - Candidatura Migliore regia a Tate Taylor
  - Candidatura Miglior regista debuttante a Tate Taylor
  - Candidatura Miglior attrice protagonista a Viola Davis
  - Candidatura Miglior attrice non protagonista a Octavia Spencer
  - Candidatura Miglior attrice non protagonista a Jessica Chastain
  - Candidatura Miglior attrice non protagonista a Bryce Dallas Howard
  - Candidatura Miglior canzone (The Living Proof) a Damon Thomas, Thomas Newman, Harvey Mason Jr. e Mary J. Blige
- 2011 - San Diego Film Critics Society Award
  - Premio Speciale a Jessica Chastain
  - Candidatura Miglior cast
  - Candidatura Miglior attrice protagonista a Viola Davis
  - Candidatura Miglior attrice non protagonista a Jessica Chastain
- 2012 - Santa Barbara International Film Festival
  - Miglior performance femminile a Viola Davis
- 2012 - Society of Camera Operators
  - Premio Operatore dell'anno a Will Arnot
- 2012 - Southeastern Film Critics Association Award
  - Miglior cast
  - Premio Wyatt
- 2012 - Teen Choice Awards
  - Migliore attrice a Emma Stone
  - Candidatura Miglior film
  - Candidatura Miglior attrice a Viola Davis
- 2012 - Vancouver Film Critics Circle
  - Miglior attrice non protagonista a Jessica Chastain
- 2011 - Washington DC Area Film Critics Association Award
  - Miglior attrice non protagonista a Octavia Spencer
  - Candidatura Miglior cast
  - Candidatura Migliore attrice a Viola Davis
  - Candidatura Migliore sceneggiatura a Tate Taylor
- 2012 - World Soundtrack Award
  - Candidatura Miglior canzone (The Living Proof) a Damon Thomas, Thomas Newman, Harvey Mason Jr. e Mary J. Blige
  - Candidatura Miglior canzone scritta per un film (The Living Proof) a Damon Thomas, Thomas Newman, Harvey Mason Jr. e Mary J. Blige
- 2012 - Writers Guild of America
  - Candidatura WGA Award a Tate Taylor